# リッチモンド・ステープルズ・ミル・ロード駅
リッチモンド・ステープルズ・ミル・ロード駅（英語：Richmond Staples Mill Road Station ）はアメリカ合衆国バージニア州ダンバートン ステープルズ・ミル・ロード7519にある駅。 全米各地を結ぶ旅客鉄道のアムトラックが乗り入れている。

## 概要
ステープルズミルロード駅はリッチモンドの外縁ヘンライコ郡の郊外にある。これは洪水や経済の衰退によりダメージを受けた歴史的なメインストリート駅を代替するために1975年に建設された。平屋建ての駅舎はレンガと鉄骨造である。

## 利用可能な鉄道路線／列車
アムトラックの停車する列車は下記の通り。
ニューヨークとマイアミ間の夜行長距離列車シルバー・メティオ号…1日1往復停車
ニューヨークとマイアミ間の夜行長距離列車シルバー・スター号…1日1往復停車
ニューヨークとサバンナ間の昼行長距離列車パルメット号…1日1往復停車
ニューヨークとシャーロット間の昼行長距離列車カロリニアン号 …1日1往復停車
ニューヨークとノーフォーク間の昼行長距離列車ノースイースト・リージョナル…1日1往復停車
ボストンとニューポートニューズ間の昼行長距離列車ノースイースト・リージョナル…1日2往復停車
ボストンとリッチモンド間の昼行長距離列車ノースイースト・リージョナル…1日2往復発着

## バス
当駅から乗車できるバスは以下の通り。
路線バス： グレーター・リッチモンド交通 (Williamsburg Greater Richmond Transit Company)